# Bălești (Vrancea)
Băleşti é uma comuna romena localizada no distrito de Vrancea, na região de Moldávia. A comuna possui uma área de 39.55 km² e sua população era de 2130 habitantes segundo o censo de 2007.